# Pezichthys
Pezichthys es un género de peces que pertenece a la familia Brachionichthyidae, del orden Lophiiformes. Este género marino fue descrito por primera vez en 2009 por Peter R. Last y Daniel C. Gledhill.

## Especies
Especies reconocidas:
- Pezichthys amplispinus Last & Gledhill, 2009
- Pezichthys compressus Last & Gledhill, 2009
- Pezichthys eltanani Last & Gledhill, 2009
- Pezichthys macropinnis Last & Gledhill, 2009
- Pezichthys nigrocilium Last & Gledhill, 2009

### Lectura recomendada
- Last, P.R.; Gledhill, D.C. 2009: A revision of the Australian handfishes (Lophiiformes: Brachionichthyidae), with descriptions of three new genera and nine new species. Zootaxa, 2252: 1-77.